# Vòng đấu loại trực tiếp UEFA Europa Conference League 2021-22
Vòng đấu loại trực tiếp UEFA Europa Conference League 2021–22 bắt đầu vào ngày 17 tháng 2 với vòng play-off đấu loại trực tiếp và kết thúc vào ngày 25 tháng 5 năm 2022 với trận chung kết tại Sân vận động Kombëtare ở Tirana, Albania, để xác định đội vô địch của UEFA Europa Conference League 2021-22. Có tổng cộng 24 đội thi đấu ở vòng đấu loại trực tiếp.
Thời gian là CET/CEST, do UEFA liệt kê (giờ địa phương, nếu khác nhau thì nằm trong ngoặc đơn).

## Các đội lọt vào
Vòng đấu loại trực tiếp bao gồm 24 đội: 16 đội lọt vào với tư cách là đội nhất và nhì của mỗi bảng trong số tám bảng ở vòng bảng, và tám đội đứng thứ ba từ vòng bảng UEFA Europa League 2021-22.

### Các đội nhất và nhì vòng bảng Europa Conference League
| Bảng | Đội nhất (đi tiếp vào vòng 16 đội và được xếp vào nhóm hạt giống ờ lễ bốc thăm) | Đội nhì (đi tiếp vào vòng play-off đấu loại trực tiếp và được xếp vào nhóm hạt giống ờ lễ bốc thăm) |
| ---- | ------------------------------------------------------------------------------- | --------------------------------------------------------------------------------------------------- |
| A    | LASK                                                                            | Maccabi Tel Aviv                                                                                    |
| B    | Gent                                                                            | Partizan                                                                                            |
| C    | Roma                                                                            | Bodø/Glimt                                                                                          |
| D    | AZ                                                                              | Randers                                                                                             |
| E    | Feyenoord                                                                       | Slavia Prague                                                                                       |
| F    | Copenhagen                                                                      | PAOK                                                                                                |
| G    | Rennes                                                                          | Vitesse                                                                                             |
| H    | Basel                                                                           | Qarabağ                                                                                             |

### Các đội đứng thứ ba vòng bảng Europa League
| Bảng | Đội đứng thứ ba (tham dự vào vòng play-off đấu loại trực tiếp và được xếp vào nhóm không hạt giống ờ lễ bốc thăm) |
| ---- | --- |
| A    | Sparta Prague |
| B    | PSV Eindhoven |
| C    | Leicester City |
| D    | Fenerbahçe |
| E    | Marseille |
| F    | Midtjylland |
| G    | Celtic |
| H    | Rapid Wien |

## Thể thức
Mỗi cặp đấu ở vòng đấu loại trực tiếp, ngoại trừ trận chung kết, được diễn ra theo thể thức hai lượt, với mỗi đội thi đấu một lượt tại sân nhà. Đội nào ghi được tổng số bàn thắng nhiều hơn qua hai lượt trận đi tiếp vào vòng tiếp theo. Nếu tổng tỉ số bằng nhau, thì 30 phút của hiệp phụ được diễn ra (luật bàn thắng sân khách không được áp dụng). Nếu tỉ số vẫn bằng nhau tại thời điểm cuối hiệp phụ, đội thắng được quyết định bằng loạt sút luân lưu. Ở trận chung kết, nơi diễn ra một trận duy nhất, nếu tỉ số hòa sau thời gian thi đấu chính thức, hiệp phụ được diễn ra, sau đó là loạt sút luân lưu nếu tỉ số vẫn hòa.

Cơ chế của lễ bốc thăm cho mỗi vòng như sau:
- Ở lễ bốc thăm cho vòng play-off đấu loại trực tiếp, tám đội nhì bảng được xếp vào nhóm hạt giống, và tám đội đứng thứ ba vòng bảng Europa League được xếp vào nhóm không hạt giống. Các đội hạt giống được bốc thăm để đấu với các đội không hạt giống, với các đội hạt giống tổ chức trận lượt về. Các đội từ cùng hiệp hội không thể được bốc thăm để đấu với nhau.
- Ở lễ bốc thăm cho vòng 16 đội, tám đội nhất bảng được xếp vào nhóm hạt giống, và tám đội thắng của vòng play-off đấu loại trực tiếp được xếp vào nhóm không hạt giống. Các đội hạt giống được bốc thăm để đấu với các đội không hạt giống, với các đội hạt giống tổ chức trận lượt về. Các đội từ cùng hiệp hội không thể được bốc thăm để đấu với nhau.
- Ở lễ bốc thăm cho vòng tứ kết và bán kết, không có đội hạt giống nào, và các đội từ cùng hiệp hội có thể được bốc thăm để đấu với nhau. Do lễ bốc thăm cho vòng tứ kết và bán kết được tổ chức cùng nhau trước khi vòng tứ kết được diễn ra, danh tính của các đội thắng tứ kết không được biết tại thời điểm bốc thăm bán kết. Một lượt bốc thăm cũng được tổ chức để xác định đội thắng bán kết nào được chỉ định là đội "nhà" cho trận chung kết (vì mục đích hành chính do trận đấu được diễn ra tại một địa điểm trung lập).

## Lịch thi đấu
Lịch thi đấu như sau (tất cả các lễ bốc thăm được tổ chức tại trụ sở UEFA ở Nyon, Thụy Sĩ).
| Vòng                             | Ngày bốc thăm                   | Lượt đi                                                | Lượt về                                                |
| -------------------------------- | ------------------------------- | ------------------------------------------------------ | ------------------------------------------------------ |
| Vòng play-off đấu loại trực tiếp | 13 tháng 12 năm 2021, lúc 14:00 | 17 tháng 2 năm 2022                                    | 24 tháng 2 năm 2022                                    |
| Vòng 16 đội                      | 25 tháng 2 năm 2022, lúc 13:00  | 10 tháng 3 năm 2022                                    | 17 tháng 3 năm 2022                                    |
| Tứ kết                           | 18 tháng 3 năm 2022, lúc 15:00  | 7 tháng 4 năm 2022                                     | 14 tháng 4 năm 2022                                    |
| Bán kết                          | 18 tháng 3 năm 2022, lúc 15:00  | 28 tháng 4 năm 2022                                    | 5 tháng 5 năm 2022                                     |
| Chung kết                        | 18 tháng 3 năm 2022, lúc 15:00  | 25 tháng 5 năm 2022 tại Sân vận động Kombëtare, Tirana | 25 tháng 5 năm 2022 tại Sân vận động Kombëtare, Tirana |

## Nhánh đấu
|  | Vòng play-off đấu loại trực tiếp | Vòng play-off đấu loại trực tiếp | Vòng play-off đấu loại trực tiếp | Vòng play-off đấu loại trực tiếp |                     |   | Vòng 16 đội | Vòng 16 đội | Vòng 16 đội | Vòng 16 đội |  |  | Tứ kết | Tứ kết | Tứ kết | Tứ kết |  |  | Bán kết | Bán kết | Bán kết | Bán kết |  |  | Chung kết | Chung kết | Chung kết | Chung kết |
|  |                                  |                                  |                                  |                                  |                     |   |             |             |             |             |  |  |        |        |        |        |  |  |         |         |         |         |  |  |           |           |           |           |
|  |                                  |                                  |                                  |                                  |                     |   |             |             |             |             |  |  |        |        |        |        |  |  |         |         |         |         |  |  |           |           |           |           |
|  |                                  |                                  |                                  |                                  |                     |   |             |             |             |             |  |  |        |        |        |        |  |  |         |         |         |         |  |  |           |           |           |           |
|  | Leicester City                   | 4                                | 3                                | 7                                |                     |   |             |             |             |             |  |  |        |        |        |        |  |  |         |         |         |         |  |  |           |           |           |           |
|  | Leicester City                   | 4                                | 3                                | 7                                |                     |   |             |             |             |             |  |  |        |        |        |        |  |  |         |         |         |         |  |  |           |           |           |           |
|  | Randers                          | 1                                | 1                                | 2                                |                     |   |             |             |             |             |  |  |        |        |        |        |  |  |         |         |         |         |  |  |           |           |           |           |
|  | Randers                          | 1                                | 1                                | 2                                | Leicester City      | 2 | 1           | 3           |             |             |  |  |        |        |        |        |  |  |         |         |         |         |  |  |           |           |           |           |
|  |                                  |                                  |                                  |                                  | Leicester City      | 2 | 1           | 3           |             |             |  |  |        |        |        |        |  |  |         |         |         |         |  |  |           |           |           |           |
|  |                                  |                                  | Rennes                           | 0                                | 2                   | 2 |             |             |             |             |  |  |        |        |        |        |  |  |         |         |         |         |  |  |           |           |           |           |
|  |                                  |                                  | Rennes                           | 0                                | 2                   | 2 |             |             |             |             |  |  |        |        |        |        |  |  |         |         |         |         |  |  |           |           |           |           |
|  |                                  |                                  |                                  |                                  |                     |   |             |             |             |             |  |  |        |        |        |        |  |  |         |         |         |         |  |  |           |           |           |           |
|  |                                  |                                  |                                  |                                  |                     |   |             |             |             |             |  |  |        |        |        |        |  |  |         |         |         |         |  |  |           |           |           |           |
|  | Leicester City                   | 0                                | 2                                | 2                                |                     |   |             |             |             |             |  |  |        |        |        |        |  |  |         |         |         |         |  |  |           |           |           |           |
|  | Leicester City                   | 0                                | 2                                | 2                                |                     |   |             |             |             |             |  |  |        |        |        |        |  |  |         |         |         |         |  |  |           |           |           |           |
|  |                                  | PSV Eindhoven                    | 0                                | 1                                | 1                   |   |             |             |             |             |  |  |        |        |        |        |  |  |         |         |         |         |  |  |           |           |           |           |
|  | PSV Eindhoven                    | PSV Eindhoven                    | 0                                | 1                                | 1                   | 1 | 1           | 2           |             |             |  |  |        |        |        |        |  |  |         |         |         |         |  |  |           |           |           |           |
|  | PSV Eindhoven                    |                                  |                                  |                                  |                     | 1 | 1           | 2           |             |             |  |  |        |        |        |        |  |  |         |         |         |         |  |  |           |           |           |           |
|  | Maccabi Tel Aviv                 | 0                                | 1                                | 1                                |                     |   |             |             |             |             |  |  |        |        |        |        |  |  |         |         |         |         |  |  |           |           |           |           |
|  | Maccabi Tel Aviv                 | 0                                | 1                                | 1                                | PSV Eindhoven       | 4 | 4           | 8           |             |             |  |  |        |        |        |        |  |  |         |         |         |         |  |  |           |           |           |           |
|  |                                  |                                  |                                  |                                  | PSV Eindhoven       | 4 | 4           | 8           |             |             |  |  |        |        |        |        |  |  |         |         |         |         |  |  |           |           |           |           |
|  |                                  |                                  | Copenhagen                       | 4                                | 0                   | 4 |             |             |             |             |  |  |        |        |        |        |  |  |         |         |         |         |  |  |           |           |           |           |
|  |                                  |                                  | Copenhagen                       | 4                                | 0                   | 4 |             |             |             |             |  |  |        |        |        |        |  |  |         |         |         |         |  |  |           |           |           |           |
|  |                                  |                                  |                                  |                                  |                     |   |             |             |             |             |  |  |        |        |        |        |  |  |         |         |         |         |  |  |           |           |           |           |
|  |                                  |                                  |                                  |                                  |                     |   |             |             |             |             |  |  |        |        |        |        |  |  |         |         |         |         |  |  |           |           |           |           |
|  | Leicester City                   | 1                                | 0                                | 1                                |                     |   |             |             |             |             |  |  |        |        |        |        |  |  |         |         |         |         |  |  |           |           |           |           |
|  | Leicester City                   | 1                                | 0                                | 1                                |                     |   |             |             |             |             |  |  |        |        |        |        |  |  |         |         |         |         |  |  |           |           |           |           |
|  |                                  | Roma                             | 1                                | 1                                | 2                   |   |             |             |             |             |  |  |        |        |        |        |  |  |         |         |         |         |  |  |           |           |           |           |
|  | Celtic                           | Roma                             | 1                                | 1                                | 2                   | 1 | 0           | 1           |             |             |  |  |        |        |        |        |  |  |         |         |         |         |  |  |           |           |           |           |
|  | Celtic                           |                                  |                                  |                                  |                     | 1 | 0           | 1           |             |             |  |  |        |        |        |        |  |  |         |         |         |         |  |  |           |           |           |           |
|  | Bodø/Glimt                       | 3                                | 2                                | 5                                |                     |   |             |             |             |             |  |  |        |        |        |        |  |  |         |         |         |         |  |  |           |           |           |           |
|  | Bodø/Glimt                       | 3                                | 2                                | 5                                | Bodø/Glimt (s.h.p.) | 2 | 2           | 4           |             |             |  |  |        |        |        |        |  |  |         |         |         |         |  |  |           |           |           |           |
|  |                                  |                                  |                                  |                                  | Bodø/Glimt (s.h.p.) | 2 | 2           | 4           |             |             |  |  |        |        |        |        |  |  |         |         |         |         |  |  |           |           |           |           |
|  |                                  |                                  | AZ                               | 1                                | 2                   | 3 |             |             |             |             |  |  |        |        |        |        |  |  |         |         |         |         |  |  |           |           |           |           |
|  |                                  |                                  | AZ                               | 1                                | 2                   | 3 |             |             |             |             |  |  |        |        |        |        |  |  |         |         |         |         |  |  |           |           |           |           |
|  |                                  |                                  |                                  |                                  |                     |   |             |             |             |             |  |  |        |        |        |        |  |  |         |         |         |         |  |  |           |           |           |           |
|  |                                  |                                  |                                  |                                  |                     |   |             |             |             |             |  |  |        |        |        |        |  |  |         |         |         |         |  |  |           |           |           |           |
|  | Bodø/Glimt                       | 2                                | 0                                | 2                                |                     |   |             |             |             |             |  |  |        |        |        |        |  |  |         |         |         |         |  |  |           |           |           |           |
|  | Bodø/Glimt                       | 2                                | 0                                | 2                                |                     |   |             |             |             |             |  |  |        |        |        |        |  |  |         |         |         |         |  |  |           |           |           |           |
|  |                                  | Roma                             | 1                                | 4                                | 5                   |   |             |             |             |             |  |  |        |        |        |        |  |  |         |         |         |         |  |  |           |           |           |           |
|  | Rapid Wien                       | Roma                             | 1                                | 4                                | 5                   | 2 | 0           | 2           |             |             |  |  |        |        |        |        |  |  |         |         |         |         |  |  |           |           |           |           |
|  | Rapid Wien                       |                                  |                                  |                                  |                     | 2 | 0           | 2           |             |             |  |  |        |        |        |        |  |  |         |         |         |         |  |  |           |           |           |           |
|  | Vitesse                          | 1                                | 2                                | 3                                |                     |   |             |             |             |             |  |  |        |        |        |        |  |  |         |         |         |         |  |  |           |           |           |           |
|  | Vitesse                          | 1                                | 2                                | 3                                | Vitesse             | 0 | 1           | 1           |             |             |  |  |        |        |        |        |  |  |         |         |         |         |  |  |           |           |           |           |
|  |                                  |                                  |                                  |                                  | Vitesse             | 0 | 1           | 1           |             |             |  |  |        |        |        |        |  |  |         |         |         |         |  |  |           |           |           |           |
|  |                                  |                                  | Roma                             | 1                                | 1                   | 2 |             |             |             |             |  |  |        |        |        |        |  |  |         |         |         |         |  |  |           |           |           |           |
|  |                                  |                                  | Roma                             | 1                                | 1                   | 2 |             |             |             |             |  |  |        |        |        |        |  |  |         |         |         |         |  |  |           |           |           |           |
|  |                                  |                                  |                                  |                                  | 25 tháng 5 – Tirana |   |             |             |             |             |  |  |        |        |        |        |  |  |         |         |         |         |  |  |           |           |           |           |
|  |                                  |                                  |                                  |                                  |                     |   |             |             |             |             |  |  |        |        |        |        |  |  |         |         |         |         |  |  |           |           |           |           |
|  | Roma                             | Roma                             | Roma                             | 1                                |                     |   |             |             |             |             |  |  |        |        |        |        |  |  |         |         |         |         |  |  |           |           |           |           |
|  | Roma                             | Roma                             | Roma                             | 1                                |                     |   |             |             |             |             |  |  |        |        |        |        |  |  |         |         |         |         |  |  |           |           |           |           |
|  |                                  | Feyenoord                        | Feyenoord                        | Feyenoord                        | 0                   |   |             |             |             |             |  |  |        |        |        |        |  |  |         |         |         |         |  |  |           |           |           |           |
|  | Sparta Prague                    | Feyenoord                        | Feyenoord                        | Feyenoord                        | 0                   | 0 | 1           | 1           |             |             |  |  |        |        |        |        |  |  |         |         |         |         |  |  |           |           |           |           |
|  | Sparta Prague                    |                                  |                                  |                                  |                     | 0 | 1           | 1           |             |             |  |  |        |        |        |        |  |  |         |         |         |         |  |  |           |           |           |           |
|  | Partizan                         | 1                                | 2                                | 3                                |                     |   |             |             |             |             |  |  |        |        |        |        |  |  |         |         |         |         |  |  |           |           |           |           |
|  | Partizan                         | 1                                | 2                                | 3                                | Partizan            | 2 | 1           | 3           |             |             |  |  |        |        |        |        |  |  |         |         |         |         |  |  |           |           |           |           |
|  |                                  |                                  |                                  |                                  | Partizan            | 2 | 1           | 3           |             |             |  |  |        |        |        |        |  |  |         |         |         |         |  |  |           |           |           |           |
|  |                                  |                                  | Feyenoord                        | 5                                | 3                   | 8 |             |             |             |             |  |  |        |        |        |        |  |  |         |         |         |         |  |  |           |           |           |           |
|  |                                  |                                  | Feyenoord                        | 5                                | 3                   | 8 |             |             |             |             |  |  |        |        |        |        |  |  |         |         |         |         |  |  |           |           |           |           |
|  |                                  |                                  |                                  |                                  |                     |   |             |             |             |             |  |  |        |        |        |        |  |  |         |         |         |         |  |  |           |           |           |           |
|  |                                  |                                  |                                  |                                  |                     |   |             |             |             |             |  |  |        |        |        |        |  |  |         |         |         |         |  |  |           |           |           |           |
|  | Feyenoord                        | 3                                | 3                                | 6                                |                     |   |             |             |             |             |  |  |        |        |        |        |  |  |         |         |         |         |  |  |           |           |           |           |
|  | Feyenoord                        | 3                                | 3                                | 6                                |                     |   |             |             |             |             |  |  |        |        |        |        |  |  |         |         |         |         |  |  |           |           |           |           |
|  |                                  | Slavia Prague                    | 3                                | 1                                | 4                   |   |             |             |             |             |  |  |        |        |        |        |  |  |         |         |         |         |  |  |           |           |           |           |
|  | Fenerbahçe                       | Slavia Prague                    | 3                                | 1                                | 4                   | 2 | 2           | 4           |             |             |  |  |        |        |        |        |  |  |         |         |         |         |  |  |           |           |           |           |
|  | Fenerbahçe                       |                                  |                                  |                                  |                     | 2 | 2           | 4           |             |             |  |  |        |        |        |        |  |  |         |         |         |         |  |  |           |           |           |           |
|  | Slavia Prague                    | 3                                | 3                                | 6                                |                     |   |             |             |             |             |  |  |        |        |        |        |  |  |         |         |         |         |  |  |           |           |           |           |
|  | Slavia Prague                    | 3                                | 3                                | 6                                | Slavia Prague       | 4 | 3           | 7           |             |             |  |  |        |        |        |        |  |  |         |         |         |         |  |  |           |           |           |           |
|  |                                  |                                  |                                  |                                  | Slavia Prague       | 4 | 3           | 7           |             |             |  |  |        |        |        |        |  |  |         |         |         |         |  |  |           |           |           |           |
|  |                                  |                                  | LASK                             | 1                                | 4                   | 5 |             |             |             |             |  |  |        |        |        |        |  |  |         |         |         |         |  |  |           |           |           |           |
|  |                                  |                                  | LASK                             | 1                                | 4                   | 5 |             |             |             |             |  |  |        |        |        |        |  |  |         |         |         |         |  |  |           |           |           |           |
|  |                                  |                                  |                                  |                                  |                     |   |             |             |             |             |  |  |        |        |        |        |  |  |         |         |         |         |  |  |           |           |           |           |
|  |                                  |                                  |                                  |                                  |                     |   |             |             |             |             |  |  |        |        |        |        |  |  |         |         |         |         |  |  |           |           |           |           |
|  | Feyenoord                        | 3                                | 0                                | 3                                |                     |   |             |             |             |             |  |  |        |        |        |        |  |  |         |         |         |         |  |  |           |           |           |           |
|  | Feyenoord                        | 3                                | 0                                | 3                                |                     |   |             |             |             |             |  |  |        |        |        |        |  |  |         |         |         |         |  |  |           |           |           |           |
|  |                                  | Marseille                        | 2                                | 0                                | 2                   |   |             |             |             |             |  |  |        |        |        |        |  |  |         |         |         |         |  |  |           |           |           |           |
|  | Marseille                        | Marseille                        | 2                                | 0                                | 2                   | 3 | 3           | 6           |             |             |  |  |        |        |        |        |  |  |         |         |         |         |  |  |           |           |           |           |
|  | Marseille                        |                                  |                                  |                                  |                     | 3 | 3           | 6           |             |             |  |  |        |        |        |        |  |  |         |         |         |         |  |  |           |           |           |           |
|  | Qarabağ                          | 1                                | 0                                | 1                                |                     |   |             |             |             |             |  |  |        |        |        |        |  |  |         |         |         |         |  |  |           |           |           |           |
|  | Qarabağ                          | 1                                | 0                                | 1                                | Marseille           | 2 | 2           | 4           |             |             |  |  |        |        |        |        |  |  |         |         |         |         |  |  |           |           |           |           |
|  |                                  |                                  |                                  |                                  | Marseille           | 2 | 2           | 4           |             |             |  |  |        |        |        |        |  |  |         |         |         |         |  |  |           |           |           |           |
|  |                                  |                                  | Basel                            | 1                                | 1                   | 2 |             |             |             |             |  |  |        |        |        |        |  |  |         |         |         |         |  |  |           |           |           |           |
|  |                                  |                                  | Basel                            | 1                                | 1                   | 2 |             |             |             |             |  |  |        |        |        |        |  |  |         |         |         |         |  |  |           |           |           |           |
|  |                                  |                                  |                                  |                                  |                     |   |             |             |             |             |  |  |        |        |        |        |  |  |         |         |         |         |  |  |           |           |           |           |
|  |                                  |                                  |                                  |                                  |                     |   |             |             |             |             |  |  |        |        |        |        |  |  |         |         |         |         |  |  |           |           |           |           |
|  | Marseille                        | 2                                | 1                                | 3                                |                     |   |             |             |             |             |  |  |        |        |        |        |  |  |         |         |         |         |  |  |           |           |           |           |
|  | Marseille                        | 2                                | 1                                | 3                                |                     |   |             |             |             |             |  |  |        |        |        |        |  |  |         |         |         |         |  |  |           |           |           |           |
|  |                                  | PAOK                             | 1                                | 0                                | 1                   |   |             |             |             |             |  |  |        |        |        |        |  |  |         |         |         |         |  |  |           |           |           |           |
|  | Midtjylland                      | PAOK                             | 1                                | 0                                | 1                   | 1 | 1           | 2 (3)       |             |             |  |  |        |        |        |        |  |  |         |         |         |         |  |  |           |           |           |           |
|  | Midtjylland                      |                                  |                                  |                                  |                     | 1 | 1           | 2 (3)       |             |             |  |  |        |        |        |        |  |  |         |         |         |         |  |  |           |           |           |           |
|  | PAOK (p)                         | 0                                | 2                                | 2 (5)                            |                     |   |             |             |             |             |  |  |        |        |        |        |  |  |         |         |         |         |  |  |           |           |           |           |
|  | PAOK (p)                         | 0                                | 2                                | 2 (5)                            | PAOK                | 1 | 2           | 3           |             |             |  |  |        |        |        |        |  |  |         |         |         |         |  |  |           |           |           |           |
|  |                                  |                                  |                                  |                                  | PAOK                | 1 | 2           | 3           |             |             |  |  |        |        |        |        |  |  |         |         |         |         |  |  |           |           |           |           |
|  |                                  |                                  | Gent                             | 0                                | 1                   | 1 |             |             |             |             |  |  |        |        |        |        |  |  |         |         |         |         |  |  |           |           |           |           |
|  |                                  |                                  | Gent                             | 0                                | 1                   | 1 |             |             |             |             |  |  |        |        |        |        |  |  |         |         |         |         |  |  |           |           |           |           |
|  |                                  |                                  |                                  |                                  |                     |   |             |             |             |             |  |  |        |        |        |        |  |  |         |         |         |         |  |  |           |           |           |           |
|  |                                  |                                  |                                  |                                  |                     |   |             |             |             |             |  |  |        |        |        |        |  |  |         |         |         |         |  |  |           |           |           |           |
|  |                                  |                                  |                                  |                                  |                     |   |             |             |             |             |  |  |        |        |        |        |  |  |         |         |         |         |  |  |           |           |           |           |

## Vòng play-off đấu loại trực tiếp
Lễ bốc thăm cho vòng play-off đấu loại trực tiếp được tổ chức vào ngày 13 tháng 12 năm 2021, lúc 14:00 CET.

### Tóm tắt
Các trận lượt đi được diễn ra vào ngày 17 tháng 2, và các trận lượt về được diễn ra vào ngày 24 tháng 2 năm 2022.
| Đội 1          | TTS         | Đội 2            | Lượt đi | Lượt về      |
| -------------- | ----------- | ---------------- | ------- | ------------ |
| Marseille      | 6–1         | Qarabağ          | 3–1     | 3–0          |
| PSV Eindhoven  | 2–1         | Maccabi Tel Aviv | 1–0     | 1–1          |
| Fenerbahçe     | 4–6         | Slavia Prague    | 2–3     | 2–3          |
| Midtjylland    | 2–2 (3–5 p) | PAOK             | 1–0     | 1–2 (s.h.p.) |
| Leicester City | 7–2         | Randers          | 4–1     | 3–1          |
| Celtic         | 1–5         | Bodø/Glimt       | 1–3     | 0–2          |
| Sparta Prague  | 1–3         | Partizan         | 0–1     | 1–2          |
| Rapid Wien     | 2–3         | Vitesse          | 2–1     | 0–2          |

### Các trận đấu
| Marseille                      | 3–1      | Qarabağ    |
| ------------------------------ | -------- | ---------- |
| - Milik 41', 44' - Payet 90+2' | Chi tiết | - Kady 85' |

| Qarabağ | 0–3      | Marseille                                        |
| ------- | -------- | ------------------------------------------------ |
|         | Chi tiết | - Gueye 12' - Guendouzi 77' - De la Fuente 90+2' |

Marseille thắng với tổng tỷ số 6–1.
| PSV Eindhoven | 1–0      | Maccabi Tel Aviv |
| ------------- | -------- | ---------------- |
| - Gakpo 11'   | Chi tiết |                  |

| Maccabi Tel Aviv | 1–1      | PSV Eindhoven   |
| ---------------- | -------- | --------------- |
| - Saborit 90+1'  | Chi tiết | - Vertessen 85' |

PSV Eindhoven thắng với tổng tỷ số 2–1.
| Fenerbahçe                  | 2–3      | Slavia Prague                         |
| --------------------------- | -------- | ------------------------------------- |
| - Pelkas 58' - Kadıoğlu 83' | Chi tiết | - Traoré 45' - Dorley 62' - Lingr 64' |

| Slavia Prague                | 3–2      | Fenerbahçe                 |
| ---------------------------- | -------- | -------------------------- |
| - Schranz 19' - Sor 27', 63' | Chi tiết | - Yandaş 39' - Berisha 90' |

Slavia Prague thắng với tổng tỷ số 6–4.
| Midtjylland     | 1–0      | PAOK |
| --------------- | -------- | ---- |
| - Andersson 20' | Chi tiết |      |

| PAOK                                          | 2–1 (s.h.p.) | Midtjylland                       |
| --------------------------------------------- | ------------ | --------------------------------- |
| - A. Živković 20' - Vieirinha 26'             | Chi tiết     | - Høegh 80'                       |
| Loạt sút luân lưu                             |              |                                   |
| - Čolak - Sidcley - Schwab - Mitriță - Kurtić | 5–3          | - Meyer - Andersson - Dyhr - Lind |

Tổng tỷ số 2–2. PAOK thắng 5–3 trên loạt sút luân lưu.
| Leicester City                                          | 4–1      | Randers                   |
| ------------------------------------------------------- | -------- | ------------------------- |
| - Ndidi 23' - Barnes 49' - Daka 55' - Dewsbury-Hall 74' | Chi tiết | - Hammershøy-Mistrati 45' |

| Randers    | 1–3      | Leicester City                  |
| ---------- | -------- | ------------------------------- |
| - Odey 84' | Chi tiết | - Barnes 2' - Maddison 70', 74' |

Leicester City thắng với tổng tỷ số 7–2.
| Celtic      | 1–3      | Bodø/Glimt                                    |
| ----------- | -------- | --------------------------------------------- |
| - Maeda 79' | Chi tiết | - Espejord 7' - Pellegrino 55' - Vetlesen 81' |

| Bodø/Glimt                    | 2–0      | Celtic |
| ----------------------------- | -------- | ------ |
| - Solbakken 9' - Vetlesen 69' | Chi tiết |        |

Bodø/Glimt thắng với tổng tỷ số 5–1.
| Sparta Prague | 0–1      | Partizan    |
| ------------- | -------- | ----------- |
|               | Chi tiết | - Menig 78' |

| Partizan        | 2–1      | Sparta Prague |
| --------------- | -------- | ------------- |
| - Gomes 7', 24' | Chi tiết | - Hložek 85'  |

Partizan thắng với tổng tỷ số 3–1.
| Rapid Wien              | 2–1      | Vitesse      |
| ----------------------- | -------- | ------------ |
| - Druijf 1' - Grüll 16' | Chi tiết | - Openda 74' |

| Vitesse               | 2–0      | Rapid Wien |
| --------------------- | -------- | ---------- |
| - Grbić 3' - Bero 19' | Chi tiết |            |

Vitesse thắng với tổng tỷ số 3–2.

## Vòng 16 đội
Lễ bốc thăm cho vòng 16 được tổ chức vào ngày 25 tháng 2 năm 2022, lúc 13:00 CET.

### Tóm tắt
Các trận lượt đi được diễn ra vào ngày 10 tháng 3, và các trận lượt về được diễn ra vào ngày 17 tháng 3 năm 2022.
| Đội 1          | TTS | Đội 2      | Lượt đi | Lượt về      |
| -------------- | --- | ---------- | ------- | ------------ |
| Marseille      | 4–2 | Basel      | 2–1     | 2–1          |
| Leicester City | 3–2 | Rennes     | 2–0     | 1–2          |
| PAOK           | 3–1 | Gent       | 1–0     | 2–1          |
| Vitesse        | 1–2 | Roma       | 0–1     | 1–1          |
| PSV Eindhoven  | 8–4 | Copenhagen | 4–4     | 4–0          |
| Slavia Prague  | 7–5 | LASK       | 4–1     | 3–4          |
| Bodø/Glimt     | 4–3 | AZ         | 2–1     | 2–2 (s.h.p.) |
| Partizan       | 3–8 | Feyenoord  | 2–5     | 1–3          |

### Các trận đấu
| Marseille                | 2–1      | Basel          |
| ------------------------ | -------- | -------------- |
| - Milik 19' (ph.đ.), 68' | Chi tiết | - Esposito 80' |

| Basel       | 1–2      | Marseille                   |
| ----------- | -------- | --------------------------- |
| - Ndoye 62' | Chi tiết | - Ünder 74' - Rongier 90+3' |

Marseille thắng với tổng tỷ số 4–2.
| Leicester City                     | 2–0      | Rennes |
| ---------------------------------- | -------- | ------ |
| - Albrighton 30' - Iheanacho 90+3' | Chi tiết |        |

| Rennes                     | 2–1      | Leicester City |
| -------------------------- | -------- | -------------- |
| - Bourigeaud 8' - Tait 76' | Chi tiết | - Fofana 51'   |

Leicester City thắng với tổng tỷ số 3–2.
| PAOK         | 1–0      | Gent |
| ------------ | -------- | ---- |
| - Kurtić 58' | Chi tiết |      |

| Gent           | 1–2      | PAOK                               |
| -------------- | -------- | ---------------------------------- |
| - Depoitre 40' | Chi tiết | - Crespo 20' - Douglas Augusto 77' |

PAOK thắng với tổng tỷ số 3–1.
| Vitesse | 0–1      | Roma             |
| ------- | -------- | ---------------- |
|         | Chi tiết | - Oliveira 45+1' |

| Roma            | 1–1      | Vitesse      |
| --------------- | -------- | ------------ |
| - Abraham 90+1' | Chi tiết | - Wittek 62' |

Roma thắng với tổng tỷ số 2–1.
| PSV Eindhoven                            | 4–4      | Copenhagen                                     |
| ---------------------------------------- | -------- | ---------------------------------------------- |
| - Gakpo 21', 70' - Dōan 50' - Zahavi 85' | Chi tiết | - Jóhannesson 6' - Biel 23', 78' - Lerager 43' |

| Copenhagen | 0–4      | PSV Eindhoven                               |
| ---------- | -------- | ------------------------------------------- |
|            | Chi tiết | - Zahavi 10', 79' - Götze 38' Madueke 90+1' |

PSV Eindhoven thắng với tổng tỷ số 8–4.
| Slavia Prague                             | 4–1      | LASK        |
| ----------------------------------------- | -------- | ----------- |
| - Sor 3', 29' - Olayinka 83' - Traoré 85' | Chi tiết | - Balić 67' |

| LASK                                            | 4–3      | Slavia Prague                      |
| ----------------------------------------------- | -------- | ---------------------------------- |
| - Wiesinger 36', 76' - Gruber 88' - Schmidt 90' | Chi tiết | - Olayinka 24' - Bah 37' - Sor 62' |

Slavia Prague thắng với tổng tỷ số 7–5.
| Bodø/Glimt                                 | 2–1      | AZ              |
| ------------------------------------------ | -------- | --------------- |
| - Pellegrino 39' - Solbakken 90+1' (ph.đ.) | Chi tiết | - Aboukhlal 73' |

| AZ                  | 2–2 (s.h.p.) | Bodø/Glimt                         |
| ------------------- | ------------ | ---------------------------------- |
| - Pavlidis 18', 30' | Chi tiết     | - Pellegrino 26' - Sampsted 105+1' |

Bodø/Glimt thắng với tổng tỷ số 4–3.
| Partizan                 | 2–5      | Feyenoord                                                            |
| ------------------------ | -------- | -------------------------------------------------------------------- |
| - Natkho 13' - Jović 46' | Chi tiết | - Toornstra 20', 77' - Dessers 52' - Geertruida 64' - Sinisterra 71' |

| Feyenoord                                | 3–1      | Partizan            |
| ---------------------------------------- | -------- | ------------------- |
| - Dessers 45' - Nelson 59' - Linssen 90' | Chi tiết | - Ricardo Gomes 61' |

Feyenoord thắng với tổng tỷ số 8–3.

## Tứ kết
Lễ bốc thăm cho vòng tứ kết được tổ chức vào ngày 18 tháng 3 năm 2022, lúc 15:00 CET.

### Tóm tắt
Các trận lượt đi được diễn ra vào ngày 7 tháng 4, và các trận lượt về được diễn ra vào ngày 14 tháng 4 năm 2022.
| Đội 1          | TTS | Đội 2         | Lượt đi | Lượt về |
| -------------- | --- | ------------- | ------- | ------- |
| Bodø/Glimt     | 2–5 | Roma          | 2–1     | 0–4     |
| Feyenoord      | 6–4 | Slavia Prague | 3–3     | 3–1     |
| Marseille      | 3–1 | PAOK          | 2–1     | 1–0     |
| Leicester City | 2–1 | PSV Eindhoven | 0–0     | 2–1     |

### Các trận đấu
| Bodø/Glimt                   | 2–1      | Roma             |
| ---------------------------- | -------- | ---------------- |
| - Saltnes 56' - Vetlesen 89' | Chi tiết | - Pellegrini 43' |

| Roma                                 | 4–0      | Bodø/Glimt |
| ------------------------------------ | -------- | ---------- |
| - Abraham 5' - Zaniolo 23', 29', 49' | Chi tiết |            |

Roma thắng với tổng tỷ số 5–2.
| Feyenoord                                 | 3–3      | Slavia Prague                           |
| ----------------------------------------- | -------- | --------------------------------------- |
| - Sinisterra 10' - Senesi 74' - Kökçü 86' | Chi tiết | - Olayinka 41' - Sor 67' - Traoré 90+5' |

| Slavia Prague | 1–3      | Feyenoord                          |
| ------------- | -------- | ---------------------------------- |
| - Traoré 14'  | Chi tiết | - Dessers 2', 59' - Sinisterra 78' |

Feyenoord thắng với tổng tỷ số 6–4.
| Marseille                | 2–1      | PAOK              |
| ------------------------ | -------- | ----------------- |
| - Gerson 13' - Payet 45' | Chi tiết | - El Kaddouri 48' |

| PAOK | 0–1      | Marseille   |
| ---- | -------- | ----------- |
|      | Chi tiết | - Payet 34' |

Marseille thắng với tổng tỷ số 3–1.
| Leicester City | 0–0      | PSV Eindhoven |
| -------------- | -------- | ------------- |
|                | Chi tiết |               |

| PSV Eindhoven | 1–2      | Leicester City               |
| ------------- | -------- | ---------------------------- |
| - Zahavi 27'  | Chi tiết | - Maddison 77' - Pereira 88' |

Leicester City thắng với tổng tỷ số 2–1.

## Bán kết
Lễ bốc thăm cho vòng bán kết được tổ chức vào ngày 18 tháng 3 năm 2022, lúc 15:00 CET, sau khi bốc thăm tứ kết.

### Tóm tắt
Các trận lượt đi được diễn ra vào ngày 28 tháng 4, và các trận lượt về được diễn ra vào ngày 5 tháng 5 năm 2022.
| Đội 1          | TTS | Đội 2     | Lượt đi | Lượt về |
| -------------- | --- | --------- | ------- | ------- |
| Leicester City | 1–2 | Roma      | 1–1     | 0–1     |
| Feyenoord      | 3–2 | Marseille | 3–2     | 0–0     |

### Các trận đấu
| Leicester City       | 1–1      | Roma             |
| -------------------- | -------- | ---------------- |
| - Mancini 67' (l.n.) | Chi tiết | - Pellegrini 15' |

| Roma          | 1–0      | Leicester City |
| ------------- | -------- | -------------- |
| - Abraham 11' | Chi tiết |                |

Roma thắng với tổng tỷ số 2–1.
| Feyenoord                           | 3–2      | Marseille                |
| ----------------------------------- | -------- | ------------------------ |
| - Dessers 18', 46' - Sinisterra 20' | Chi tiết | - Dieng 28' - Gerson 40' |

| Marseille | 0–0      | Feyenoord |
| --------- | -------- | --------- |
|           | Chi tiết |           |

Feyenoord thắng với tổng tỷ số 3–2.

## Chung kết
Trận chung kết được diễn ra vào ngày 25 tháng 5 năm 2022 tại Sân vận động Kombëtare ở Tirana. Một lượt bốc thăm được tổ chức vào ngày 18 tháng 3 năm 2022, sau khi bốc thăm tứ kết và bán kết, để xác định đội "nhà" vì mục đích hành chính.
| Roma          | 1–0      | Feyenoord |
| ------------- | -------- | --------- |
| - Zaniolo 32' | Chi tiết |           |